# 松山三越
株式会社松山三越（まつやまみつこし）は、愛媛県松山市に立地する百貨店と、その運営会社である。
大街道商店街（松山中央商店街の一部）付近に立地している。2021年に全館リニューアルオープンした。

## 歴史
戦災復興のさきがけとして、終戦から1年2か月後の1946年10月6日に三越松山支店として開店した。戦後のモノ不足の中、産品豊富な松山から物資を東京や大阪へ送達する役割を担い、また松山店開店は周囲の商店街に刺激を与え復興にも貢献した。三越にとっては戦後初の新規出店であった。
世相安定後は、唯一の東京資本の小売業・百貨店として、東京の文化や香りを松山に紹介する役割へと変化し、四国初のエレベーター設置やファッションショーの開催など、常に話題を提供した。
三越の親会社である三越伊勢丹ホールディングスの地方店舗分社化に伴い、2010年4月1日をもって株式会社松山三越として分社化された（法人設立は2009年10月1日）。
2020年9月から30年ぶりとなる大規模改装を実施し、2021年10月6日から12月10日にかけて3段階に分けて順次リニューアルオープンした。テナントを全面的に見直し、地下に愛媛産食材を中心とした「ザ セントラル マーケット」、1階の四国最大級のフードホール「坊っちゃんフードホール」、高層階にフィットネスジム、ホテルなどがオープンした。直営売場を3割にまで削減し低層階に集約、上層階や食品売場等をテナント化することで固定的な家賃収入を得ている。ブランド品や化粧品が定番だった1階にフードホールを配置した思い切った施策は注目を集めた。

## 館内

### 構成
【リニューアル後（現在）】
- 屋上 - ペットサロン、お客様休憩所、フットサルパーク
- 8F - ホテル、レストラン
- 7F - ホテル、バンケットルーム、カルチャースクール、駐車場
- 6F - エイジングケアE3（美と健康の検診＆ケア施設）、駐車場
- 5F - 催事会場、ジュンク堂書店、MARUZEN（文具）
- 4F - ＜直営売場＞メンズファッション、ジュエリー、呉服、美術品、デジタルサロン、カタログギフト、学校制服
- 3F - ＜直営売場＞レディースファッション、フォーマルサロン、クリーニング（白洋舎）、キッチン雑貨、旅行カウンター（JTB)
- 2F - ＜直営売場＞化粧品、レディースファッション、メンズファッション、婦人肌着、喫茶
- 1F - ＜一部直営＞観光インフォメーションカウンター、三越インフォメーションカウンター、ベーカリー、土産品、和洋菓子、レストラン（坊っちゃんフードホール）
- B1F - 食品フロア（非直営）

【リニューアル前（全館直営時代）】
- 屋上 - 愛媛フットサルパーク松山三越、ペットグッズ＆トリミングサロン
- 8F - レストラン、エステティックサロン、学校制服、駐車場
- 7F - 催物会場、レディスファッション、エムアイ友の会、保険カウンター(生命保険・損害保険)、駐車場
- 6F - 美術ギャラリー、宝飾品サロン、時計・メガネサロン、きものサロン、イベントサロン、駐車場
- 5F - リビング・インテリア用品、子供服・ベビー用品、マタニティ用品、文具・木製玩具
- 4F - メンズファッション、ゴルフ用品
- 3F - ワールドブティック、レディスファッション
- 2F - ヤング＆キャリア、レディスファッション
- 1F - インターナショナルブティック、ファッショングッズ・化粧品
- B1F - 食賓館(食料品)、駐輪場
- B2F - 駐車場

### 駐車場に関して
駐車場は上述の通りB2F・6～8Fにあり、車両用エレベーターに搭乗者ごと乗ったまま昇降移動する。フロアにより対応可能な高さの上限が違うため、ミニバン、SUV、軽トールワゴン等背高の車両では利用できない場合もある。また二輪車に関しては地下に駐輪場が用意されているが、バイクに関しては100ccまでとされている。
このような状況もあり、周辺に提携駐車場・駐輪場が多数がある。

## 周辺
周囲には「AVA」（ANAクラウンプラザホテル松山内の商業施設）や伊予鉄会館、アエル松山（ラフォーレ原宿・松山跡地に2015年8月オープン）などといった商業施設や店舗が広がっている。
- 伊予鉄会館
- 愛媛県庁舎
- 坂の上の雲ミュージアム
- ANAクラウンプラザホテル松山
- 松山東雲中学校・高等学校
- 松山地方裁判所
- 松山中央商店街
  - 大街道商店街

## アクセス
- 最寄り駅
  - 伊予鉄道城南線大街道停留場
- 最寄りバス停留所
  - 大街道バスターミナル